# Józef Kowalski
Józef Kowalski (2 de fevereiro de 1900 – 7 de dezembro de 2013) foi um supercentenário ucraniano-polonês e o penúltimo veterano sobrevivente da Guerra Polaco-Soviética de 1919–1921. Ele nasceu em 2 de fevereiro de 1900 na aldeia Wicyń (agora Smerekiwka, Ucrânia), filho de Lawrence e Helena Kowalski. Kowalski serviu no 22.º Regimento Ulano do Exército polonês. Ele participou da Campanha de Setembro na Segunda Guerra Mundial e foi posteriormente detido em um campo de concentração. Aos 110 anos, foi premiado com a Cruz do Oficial da Ordem da Polônia Restituta pelo seu serviço de guerra pelo Presidente da Polônia Lech Kaczyński. Ele morava em Tursk, perto de Sulęcin, em uma casa de cuidados. Em 23 de fevereiro de 2012, Kowalski foi promovido ao posto de kapitano e, em 16 de agosto de 2012, foi nomeado para se tornar um cidadão honorário da cidade de Wołomin, já se tornou um cidadão honorário de Varsóvia e Radzymin.
Ele faleceu em 7 de dezembro de 2013 aos 113 anos e 308 dias. Após sua morte, Alexander Imich tornou-se o último veterano sobrevivente da guerra polonesa-soviética e o último veterano sobrevivente da era da Primeira Guerra Mundial.